# تجارة أخلاقية

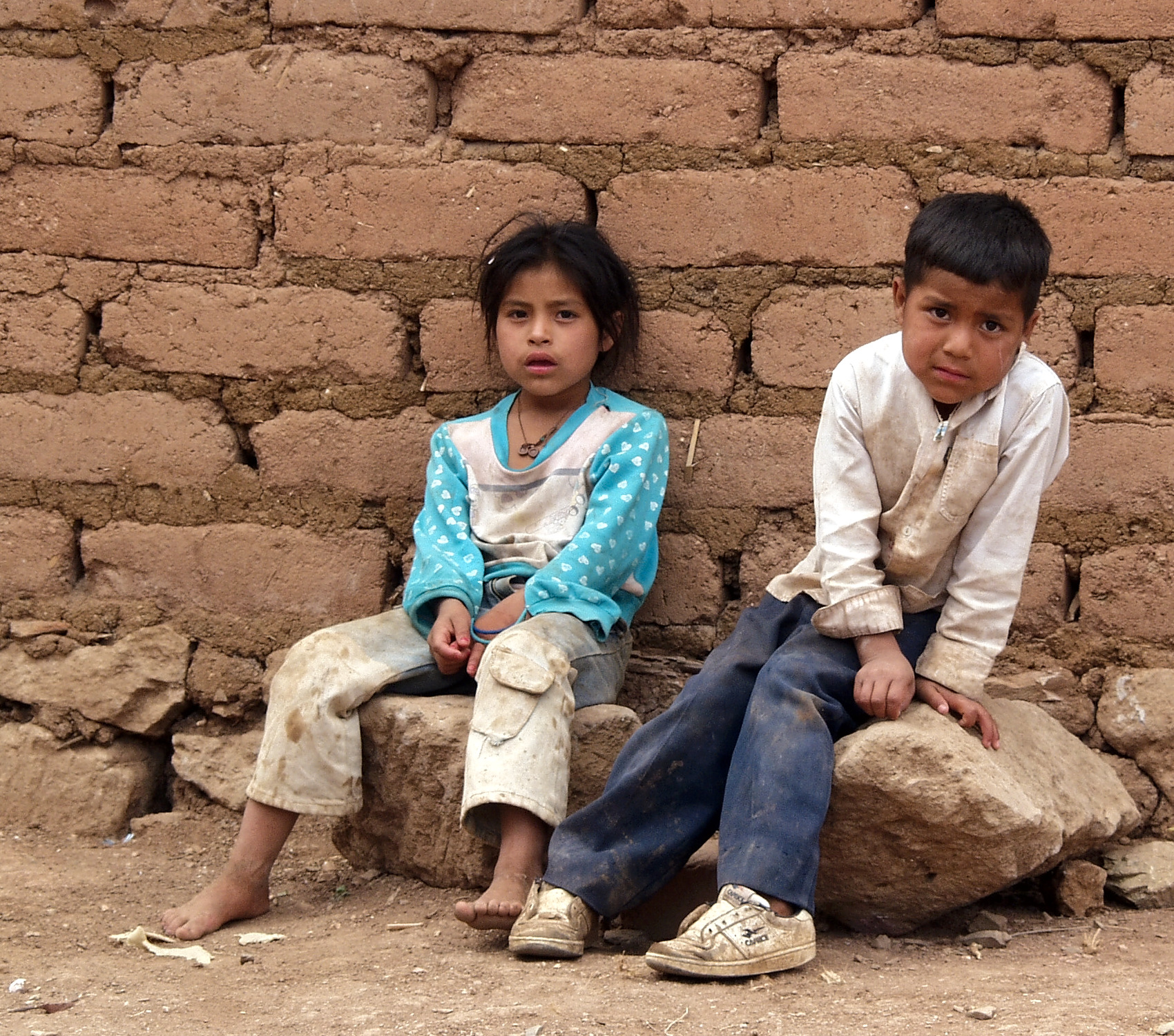
كثيراً ما يكون الأطفال المشردين عُرضةً لعمل الأطفال الإجباري.

التجارة الأخلاقية أو تجارة الأخلاق (بالإنجليزية: Ethical trade)‏، هي التجارة التي تضمن تطبيق معايير العمل المعترف بها دولياً، ولا سيما حقوق الإنسان الأساسية في مكان العمل، وذلك في جميع مراحل إنتاج وتداول السلع. اعتباراً من عام 2013، هناك ما يقدر بنحو 29.8 مليون شخص يعملون في الرق في جميع أنحاء العالم، و10.5 مليون طفل أجبروا على العمل المنزلي. وتسعى الأنشطة التجارية الأخلاقية لمنظمات مثل مبادرة التجارة الأخلاقية إلى مكافحة هذه القضايا البارزة من خلال تشكيل تحالفات بين الشركات وأعضاء النقابات العمالية والطوعية لتنفيذ التجارة الأخلاقية في الممارسات التجارية.